# ヴィオラ協奏曲 (テレマン)
ゲオルク・フィリップ・テレマンのヴィオラ協奏曲 ト長調（独: Konzert för Viola, Streicher und continuo）TWV 51:G9は、ヴィオラ協奏曲の歴史の中で最初期に作曲されたもので、1716年から1721年に成立したとされる。テレマンによって書かれた協奏曲は、ヴァイオリンやフルート、オーボエなどの楽器には多数あるが、ヴィオラのみによる協奏曲は本作しか書かれなかった。(テレマンが作曲したヴィオラのための協奏曲は、他にも2台のヴィオラのための協奏曲がある。)

## 編成
独奏ヴィオラ、弦楽合奏、通奏低音

## 楽曲構成
全部で4楽章からなる。演奏時間は約14分。
- 第1楽章 Largo
- 第2楽章 Allegro
- 第3楽章 Andante
- 第4楽章 Presto